# Temporada 2013-14 de la NHL
La temporada de la NHL 2013-14  será la edición nº 97 (96.ª temporada de juego) de la National Hockey League (NHL). Esta temporada trendrá una reasignación de los 30 equipos en un formato de seis a cuatro divisiones. Como parte del acuerdo aprobado por la ciudad de Glendale para mantener el equipo en el desierto el 2 de julio, los Phoenix Coyotes cambian su nombre a Arizona Coyotes, comenzando bajo este nombre en la temporada 2014-2015.
- Datos: Q13415244
- Multimedia: 2013-2014 National Hockey League season / Q13415244